# Хутелутуш-Іншушинак
Хутелутуш-Іншушинак (д/н — бл. 1110 до н. е.) — цар Аншану і Суз (Еламу) близько 1120—1110 років до н. е.

## Життєпис
Син царя Кутір-Наххунте II і Наххунте-Уту. після смерті батька близько 1150 року до н. е. його мати вийшла заміж за стрийка Шілхак-Іншушинака, який всиновив Хутелутуш-Іншушинака. В подальшому той обіймав посаду намісника Суз й був офіційним спадкоємцем.
Близько 1120 року до н. е. після смерті Шілхак-Іншушинака успадкував владу. З невідомих причин Хутелутуш-Іншушинак відмовився від царського титулу, прийнятого його предками — цар Аншану і Суз, прийнявши титул «помножувач держави, спадкоємцем Еламу і Суз». Можливо це було пов'язано з якимось змінами в управлінні. На думку дослідників, йому довелося чимось поступитися в управлінні державою в порівнянні з попередниками.
Ймовірно численні війни його попередника суттєво підірвали сили Еламу, якому було вже важко контролювати Месопотамію. Тому вже на початку панування Хутелутуш-Іншушинак повністю звільнилася Ассирія. 1120 року до н. е. повстав вавилонський цар Навуходоносор I, якому втім вдалося завдати тяжкої поразки. 1115 року до н. е. Хутелутуш-Іншушинак приборкав нове повстання вавилонського царя.
Втім невдовзі до Вавилону втекли два вельми впливових жреця-еламіти, захопивши статую бога Ріа. Потім Рітті-Мардук з Біт-Карзіябку в області Дер (на кордонні Вавилонії та Еламу) перейшов на бік Навуходоносора I. Ймовірно втікачі та перебіжчики були невдоволені зміною релігійної політики та абсолютистськими нахилами Хутелутуш-Іншушинак. В результаті ворог через Дер близько 1110 року до н. е. отримав змогу атакувати безпосередньо землі Еламу. У вирішальній битві біля річки Улай вавилоняни здобули повну перемогу. Навуходоносор I захопив Сузи, звідки повернув статую бога Мардука до Вавилону. Також було суттєво пограбовано Еламське царство, яке після цього занепало. Невдовзі Хутелутуш-Іншушинак загинув, боротьбу продовжив його зведений брат Шілхіна-хамру-лагамар.

## Культова політика
Більшу шанував богинь, а не богів. Популярність бога Іншушинака помітно падає, а інші божества чоловічої статі повністю обходяться увагою. Натомість дари спрямовуються богиням Манзат, Ішмекараб і Упуркупак, храми яких зводяться в Сузах і Аншані.